# 乱丸 (アダルトビデオ)
乱丸は日本のアダルトビデオメーカー。

## 概要
株式会社CA（アウトビジョングループ）の社内メーカーで、痴女、淫乱物に特化したメーカーである。2008年6月よりリリースを開始する。
「帰ってきた淫乱AV」というキャッチフレーズで美少女路線から一線を画した、痴女・淫乱AVメーカーである。
AV創成期に淫乱物で一世を風靡したハード路線のサムビデオの流れをくむ、女優を徹底的に追い込む手法で撮影をする。
新作は2018年の『母性とエロスが滲み出るGカップ巨乳の現役スクールカウンセラーAV出演志願 島田美咲28歳』(配信日:3月24日、商品発売日:4月1日)を最後にしている。2019年11月に過去作を販売しなおしたのを最後に活動をしていない。

## 主な出演女優

### 40代
- 翔田千里
- 桐岡さつき

### 30代
- 有沢実紗
- 風間ゆみ
- 北条麻妃
- 澤村レイコ
- 結城みさ
- 玲丸(北島玲)

### 20代
- 横山みれい
- 森ななこ
- 星野あかり
- 浜崎りお
- 妃乃ひかり
- 琥珀うた
- 川上ゆう

## 乱丸賞
- 2013年1月25日、MOODYZ新年会にて、2012年 乱丸賞 : 琥珀うた[2]。
- 2013年12月13日、MOODYZ忘年会にて、2013年 乱丸賞 : 琥珀うた[3]。

## ○丸
※女優・監督の名義は乱丸のみで使われる名義を使用している。
| ○丸             | 女優       | 監督       | 作品タイトル | 発売       |
| --------------- | ---------- | ---------- | --- | ---------- |
| 玲丸            | 北島玲     | 紫丸       | きもち良すぎて白目をむくの。 | 2008年6月  |
| ましゅ丸        | ましろ杏   | 苺丸       | キマリすぎてごめんね | 2010年8月  |
| 雛丸            | 前田陽菜   | 苺丸       | きもち良すぎて意識が飛ぶの。 | 2011年2月  |
| まり丸          | まりか     | 紫丸       | SEXは下品な方がいいに決まってる。 | 3月        |
| 豹丸            | 美咲ゆりあ | 虎角       | 2穴淫乱女優 アナルが良すぎて白目をむくの。                                                                                              | 2012年3月  |
| 音丸            | 浅倉彩音   | 紫丸       | ド淫乱スプラッシャー音丸3本番 | 7月        |
| 富士丸          | 藤原ひとみ | 虎角       | 白目失禁淫乱レズ乱交 | 8月        |
| 花丸            | 橘ひなた   | 虎角       | 白目失禁淫乱レズ乱交 | 8月        |
| 唄丸            | 琥珀うた   | 虎角       | 白目失禁淫乱レズ乱交 | 8月        |
| 月丸            | 大槻ひびき | 虎角       | 白目失禁淫乱レズ乱交 | 8月        |
| 杏丸            | 水沢杏香   | 紫丸       | きもち良すぎて白目をむくの。 | 9月        |
| 知丸            | 知世奏     | 紫丸       | 白目絶頂淫乱3本番 | 11月       |
| 巻丸            | 眞木あずさ | 虎角       | 淫乱イギマグリ逆3P | 2013年11月 |
| 椿丸            | 加藤ツバキ | 虎角       | 淫乱イギマグリ逆3P | 2013年11月 |
| 鮎丸            | 桜井あゆ   | 虎角       | キマリすぎてごめんね | 2013年11月 |
| 夢邪鬼恋丸      | 葉月可恋   | 虎角       | キマリすぎてごめんね | 12月       |
| 亜夜丸          | 友田彩也香 | 虎角       | ド淫乱スプラッシャー3本番 | 2014年1月  |
| ルナ丸          | 望月るな   | 紫丸       | SEXは下品なほうがいいに決まってる。 | 8月        |
| 亜衣丸          | 上原亜衣   | 木下以蔵   | 淫乱ダッチワイフ1号 イチャラブ猥褻アイドル‘亜衣丸’                                                                                      | 2016年2月  |
| 花丸 （二代目） | 神納花     | 木下以蔵   | セカンドバージン くっさ～いチ●ポやアナルが大好物な変態で白目引ん剥いて全身ブルブル震わせイキ狂う姿を曝け出せなくて3年もご無沙汰でした。 | 6月        |
| 花丸 （二代目） | 神納花     | 松本ガイア | 絶対2発ザーメンを搾り取るイキ狂い絶倫痴女                                                                                               | 10月       |